# HOMME
『HOMME』（オム）は、大江千里10枚目のオリジナル・アルバム。1991年9月26日、Epic/Sony Recordsからリリース（規格品番はESCB 1222）。

## 解説
前作から1年振りの新作。タイトル「HOMME」（オム）はフランス語で「男」の意味。編曲は清水信之と大村雅朗が半々の他に小室哲哉と細海魚が参加。初盤のみ三方背BOXパッケージ、別途ブックレット封入。2019年5月20日、本作、『redmonkey yellowfish』『APOLLO』『六甲おろしふいた』4作のデジタルリマスター盤をまとめたCD-BOX『Senri Premium II〜MY GLORY DAYS 1989-1992』が発売。

## 収録曲
| 全作詞・作曲: 大江千里。 |                      |           |            |                   |      |
| #                        | タイトル             | 作詞      | 作曲・編曲 | 編曲              | 時間 |
| 1.                       | 「LOVE REVOLUTION」  | 大江千里  | 大江千里   | 清水信之          | 3:19 |
| 2.                       | 「Do it」            | 大江千里  | 大江千里   | 清水信之          | 4:33 |
| 3.                       | 「格好悪いふられ方」 | 大江千里  | 大江千里   | 大村雅朗          | 3:56 |
| 4.                       | 「真顔」             | 大江千里  | 大江千里   | 細海魚 & 大江千里 | 4:35 |
| 5.                       | 「Nasty Beaver」     | 大江千里  | 大江千里   | 清水信之          | 4:38 |
| 6.                       | 「ずっと海をみてた」 | 大江千里  | 大江千里   | 大村雅朗          | 4:53 |
| 7.                       | 「びんた」           | 大江千里  | 大江千里   | 大村雅朗          | 4:50 |
| 8.                       | 「COWBOY BLUES」     | 大江千里  | 大江千里   | 大村雅朗          | 4:06 |
| 9.                       | 「返信」             | 大江千里  | 大江千里   | 小室哲哉          | 4:32 |
| 10.                      | 「あいたい」         | 大江千里  | 大江千里   | 小室哲哉          | 5:09 |
| 11.                      | 「遠く離れても」     | 大江千里  | 大江千里   | 大村雅朗          | 4:45 |
| 合計時間:                | 合計時間:            | 合計時間: | 49:16      |                   |      |

## 楽曲解説
1. LOVE REVOLUTION
TBS系「わくわく動物ランド」テーマ曲
2. Do it
3. 格好悪いふられ方
23rdシングル。TBS系テレビ金曜ドラマ「結婚したい男たち」主題歌
4. 真顔
5. Nasty Beaver
6. ずっと海をみてた
7. びんた
8. COWBOY BLUES
23rdシングル『格好悪いふられ方』カップリング曲。SUZUKI「スズキ・カルタス」CMソング
9. 返信
10. あいたい
22ndシングル。東宝映画「スキ!」主題歌、SUZUKI「スズキ・カルタス」CMソング
11. 遠く離れても

## クレジット

### レコーディングメンバー
LOVE REVOLUTION
- Electronics & E. Guitar & Piano : 清水信之
- E.Guitar : 佐橋佳幸
- Synth Operator : 清水信之
- Fairlight Operator : 田端元
- Chorus : 安部恭弘, 佐橋佳幸, 清水信之

Do it
- Electronics & E.Guitar : 清水信之
- Synth Operator : 清水信之
- Fairlight Operator : 田端元

格好悪いふられ方
- E.Guitar : 今剛, 窪田晴男
- E. Bass : 有賀啓雄
- Drums : 青山純
- Piano : 難波弘之
- Synth : 大村雅朗
- Synth Operator : 迫田到
- Chorus : 渡辺美里, 大江千里

真顔
- A. Guitar : 土方隆行
- E.Bass : 関根光
- Synth & Piano : 細海魚
- Synth Operator : 坂本俊介

Nasty Beaver
- Electronics & E.Guitar & Pianica : 清水信之
- Synth Operator : 清水信之
- Fairlight Operator : 田端元
- Chorus : EVE, SUZY KIM, 高橋 "JACKIY" 香代子, 山崎孝, 大江千里

ずっと海をみてた

びんた

COWBOY BLUES
- E.Guitar : 今剛, 窪田晴男
- Synth : 大村雅朗, 難波弘之
- Synth Operator : 迫田到
- Chorus : 渡辺美里, 大江千里

返信
- Synth  : 小室哲哉
- Synth Operator : 久保浩二
- Synclavier Operator : 本間郁雄, 野島満(JDS)
- Chorus : 山崎孝

あいたい
- Synth  : 小室哲哉
- Synclavier Operator : 秋葉淳
- E.Guitar : 佐橋佳幸
- Chorus : 大江千里

遠く離れても
- A.Guitar : 吉川忠永
- Synth : 大村雅朗, 大江千里
- Percussions : 浜口茂外也
- Strings : 加藤グループ

### スタッフ
- Produced : 大江千里
- Co-produced : 小坂洋二
- Mixed : 川部修久
- Recorded : まつもともとなり, ごとうまさし, 森本信, 飯島周城, 伊藤隆司, 田中邦明, 中村悦弘
- Mastered : クインシー田中
- Art Direction & Design : うえだけんじ
- Photography : 大川直人
- Executive Producer : 平郡泰典

### SonyMusic
- HOMME  –  ディスコグラフィ